# Campeonato Mundial de Fórmula 1 de 1957
A Temporada de Fórmula 1 de 1957 foi a oitava realizada pela FIA. Teve como campeão o argentino Juan Manuel Fangio, da Maserati.
Nesta temporada ainda não era disputado o campeonato de construtores.

## Pilotos e Equipes

### 500 Milhas de Indianápolis
| Equipe               | Construtor   | Chassi(s)     | Motor                | Pneu(s) | Nº(s) | Piloto            | Corrida(s) | Nº(s) | Piloto Reserva | Corrida(s) |
| -------------------- | ------------ | ------------- | -------------------- | ------- | ----- | ----------------- | ---------- | ----- | -------------- | ---------- |
| Dunn Engineering     | Dunn         | ???           | Offenhauser L4 4.5   | F       | 89    | Al Herman         | 3          |       |                |            |
| Belond Exhaust       | Epperly      | Indy Roadster | Offenhauser L4 4.5   | F       | 9     | Sam Hanks         | 3          |       |                |            |
| George Salih         | Epperly      | Indy Roadster | Offenhauser L4 4.5   | F       | 9     | Sam Hanks         | 3          |       |                |            |
| Chiropratic          | Epperly      | Indy Roadster | Offenhauser L4 4.5   | F       | 26    | Jim Rathmann      | 3          |       |                |            |
| Lindsey Hopkins      | Epperly      | Indy Roadster | Offenhauser L4 4.5   | F       | 26    | Jim Rathmann      | 3          |       |                |            |
| Ernest Ruiz          | Kurtis Kraft | 500B          | Offenhauser L4 4.5   | F       | 23    | Elmer George      | 3          |       |                |            |
| Travelon Trailer     | Kurtis Kraft |               | Offenhauser L4 4.5   | F       | 23    | Elmer George      | 3          |       |                |            |
| Fred Sommer          | Kurtis Kraft | 500C          | Offenhauser L4 4.5   | F       | 5     | Jimmy Reece       | 3          |       |                |            |
| Hoyt Machine         | Kurtis Kraft | 500C          | Offenhauser L4 4.5   | F       | 5     | Jimmy Reece       | 3          |       |                |            |
| Helse                | Kurtis Kraft | 500C          | Offenhauser L4 4.5   | F       | 57    | Jimmy Daywalt     | 3          |       |                |            |
| H.H. Johnson         | Kurtis Kraft | 500C          | Offenhauser L4 4.5   | F       | 57    | Jimmy Daywalt     | 3          |       |                |            |
| Jones & Maley Cars   | Kurtis Kraft | 500C          | Offenhauser L4 4.5   | F       | 95    | Bob Christie      | 3          |       |                |            |
| Sclavi & Amos        | Kurtis Kraft | 500C          | Offenhauser L4 4.5   | F       | 55    | Eddie Russo       | 3          |       |                |            |
| Ansted Rotary        | Kurtis Kraft | 500D          | Offenhauser L4 4.5   | F       | 3     | Don Freeland      | 3          |       |                |            |
| Ansted Rotary        | Kurtis Kraft | 500G          | Offenhauser L4 4.5   | F       | 12    | Pat O'Connor      | 3          |       |                |            |
| Chapman Root         | Kurtis Kraft | 500D          | Offenhauser L4 4.5   | F       | 48    | Marshall Teague   | 3          |       |                |            |
| Chapman Root         | Kurtis Kraft | 500G          | Offenhauser L4 4.5   | F       | 18    | Johnnie Parsons   | 3          |       |                |            |
| Kalamazoo Sports     | Kurtis Kraft | 500D          | Offenhauser L4 4.5   | F       | 83    | Ed Elisian        | 3          |       |                |            |
| Kalamazoo Sports     | Kurtis Kraft | 500G          | Offenhauser L4 4.5   | F       | 73    | Andy Linden       | 3          |       |                |            |
| McNamara             | Kurtis Kraft | 500D          | Offenhauser L4 4.5   | F       | 83    | Ed Elisian        | 3          |       |                |            |
| McNamara             | Kurtis Kraft | 500G          | Offenhauser L4 4.5   | F       | 73    | Andy Linden       | 3          |       |                |            |
| Sumar                | Kurtis Kraft | 500D          | Offenhauser L4 4.5   | F       | 48    | Marshall Teague   | 3          |       |                |            |
| Sumar                | Kurtis Kraft | 500G          | Offenhauser L4 4.5   | F       | 18    | Johnnie Parsons   | 3          |       |                |            |
| Novi Racing          | Kurtis Kraft | 500F          | Novi L8 c 3.0        | F       | 27    | Tony Bettenhausen | 3          |       |                |            |
| Novi Racing          | Kurtis Kraft | 500F          | Novi L8 c 3.0        | F       | 54    | Paul Russo        | 3          |       |                |            |
| Bardahl              | Kurtis Kraft | 500G          | Offenhauser L4 4.5   | F       | 16    | Al Keller         | 3          |       |                |            |
| Bardahl              | Kurtis Kraft | 500G          | Offenhauser L4 4.5   | F       | 19    | Jack Turner       | 3          |       |                |            |
| Pat Clancy           | Kurtis Kraft | 500G          | Offenhauser L4 4.5   | F       | 16    | Al Keller         | 3          |       |                |            |
| Pat Clancy           | Kurtis Kraft | 500G          | Offenhauser L4 4.5   | F       | 19    | Jack Turner       | 3          |       |                |            |
| Bignotti             | Kurtis Kraft | 500G          | Offenhauser L4 4.5   | F       | 6     | Johnny Boyd       | 3          |       |                |            |
| Bignotti             | Kurtis Kraft | 500G          | Offenhauser L4 4.5   | F       | 14    | Fred Agabashian   | 3          |       |                |            |
| Bowes Seal Fast      | Kurtis Kraft | 500G          | Offenhauser L4 4.5   | F       | 6     | Johnny Boyd       | 3          |       |                |            |
| Bowes Seal Fast      | Kurtis Kraft | 500G          | Offenhauser L4 4.5   | F       | 14    | Fred Agabashian   | 3          |       |                |            |
| H.A. Chapman         | Kurtis Kraft | 500G          | Offenhauser L4 4.5   | F       | 43    | Eddie Johnson     | 3          |       |                |            |
| Dayton Steel Foundry | Kurtis Kraft | 500G          | Offenhauser L4 c 3.0 | F       | 77    | Mike Magill       | 3          |       |                |            |
| Donaldson            | Kurtis Kraft | 500G          | Offenhauser L4 c 3.0 | F       | 31    | Bill Cheesbourg   | 3          |       |                |            |
| Schildmeier Seal     | Kurtis Kraft | 500G          | Offenhauser L4 c 3.0 | F       | 31    | Bill Cheesbourg   | 3          |       |                |            |
| Roy McKay            | Kurtis Kraft | 500G          | Offenhauser L4 c 3.0 | F       | 92    | Don Edmunds       | 3          |       |                |            |
| Central Excavating   | Kuzma        | Indy Roadster | Offenhauser L4 4.5   | F       | 82    | Chuck Weyant      | 3          |       |                |            |
| Pete Salemi          | Kuzma        | Indy Roadster | Offenhauser L4 4.5   | F       | 82    | Chuck Weyant      | 3          |       |                |            |
| D-A Lubricants       | Kuzma        | Indy Roadster | Offenhauser L4 4.5   | F       | 10    | Johnny Thomson    | 3          |       |                |            |
| Dean Van Lines       | Kuzma        | Indy Roadster | Offenhauser L4 4.5   | F       | 1     | Jimmy Bryan       | 3          |       |                |            |
| Greenman-Casale      | Kuzma        | Indy Roadster | Offenhauser L4 4.5   | F       | 28    | Johnnie Tolan     | 3          |       |                |            |
| Peter Schmidt        | Kuzma        | Indy Roadster | Offenhauser L4 c 3.0 | F       | 88    | Eddie Sachs       | 3          |       |                |            |
| Massaglia Hotels     | Lesovsky     | ??            | Offenhauser L4 4.5   | F       | 22    | Gene Hartley      | 3          |       |                |            |
| Roger Wolcott        | Lesovsky     | ??            | Offenhauser L4 c 3.0 | F       | 8     | Rodger Ward       | 3          |       |                |            |
| Bob Estes            | Phillips     | ???           | Offenhauser L4 4.5   | F       | 7     | Bob Veith         | 3          |       |                |            |
| John Zink            | Watson       | Indy Roadster | Offenhauser L4 4.5   | F       | 52    | Troy Ruttman      | 3          |       |                |            |

## Pilotos e equipes

### Demais etapas
| Equipe                    | Construtor | Chassi(s)         | Motor                 | Pneu(s)              | N°(s)                                  | Piloto                  | Corrida(s)    | Nº(s) | Piloto Reserva | Corida(s) |
| ------------------------- | ---------- | ----------------- | --------------------- | -------------------- | -------------------------------------- | ----------------------- | ------------- | ----- | -------------- | --------- |
| Cooper Car Company        | Cooper     | T43               | Climax FPF L4 2.0     | A / D (etapas 4 e 7) | 14/22/24                               | Jack Brabham            | 2/4/7         |       |                |           |
| Cooper Car Company        | Cooper     | T43               | Climax FPF L4 2.0     | D                    | 24                                     | Mike MacDowel           | 4             |       |                |           |
| Cooper Car Company        | Cooper     | T43               | Climax FPF L4 2.0     | D                    | 36/22                                  | Roy Salvadori           | 5/7           |       |                |           |
| Cooper Car Company        | Cooper     | T43 (Fórmula 2)   | Climax FPF L4 2.0     | D                    | 23                                     | Roy Salvadori           | 6             |       |                |           |
| Connaught Engineering     | Connaught  | B                 | Alta GP L4 2.5        | D                    | 10                                     | Stuart Lewis-Evans      | 2             |       |                |           |
| Connaught Engineering     | Connaught  | B                 | Alta GP L4 2.5        | D                    | 12                                     | Ivor Bueb               | 2             |       |                |           |
| Ecurie Maarsbergen        | Porsche    | RS550 (Fórmula 2) | Porsche 547/3 FA 1.5  | D                    | 27                                     | Carel Godin de Beaufort | 6             |       |                |           |
| Gilby Engineering         | Maserati   | 250F              | Maserati 250F1 L6 2.5 | D                    | 32                                     | Ivor Bueb               | 5             |       |                |           |
| H.H. Gould                | Maserati   | 250F              | Maserati 250F1 L6 2.5 | D                    | 22/30/19/18/14                         | Horace Gould            | 2/4/5/7/8     |       |                |           |
| Owen Racing Organisation  | BRM        | P25               | BRM 255 L4 2.5        | D                    | 6/26                                   | Ron Flockhart           | 2/4           |       |                |           |
| Owen Racing Organisation  | BRM        | P25               | BRM 255 L4 2.5        | D                    | 28                                     | Herbert MacKay-Fraser   | 5             |       |                |           |
| Owen Racing Organisation  | BRM        | P25               | BRM 255 L4 2.5        | D                    | 26                                     | Les Leston              | 5             |       |                |           |
| Ridgeway Managements      | Cooper     | T41 (Fórmula 2)   | Climax FPF L4 2.0     | D                    | 26                                     | Paul England            | 6             |       |                |           |
| Ridgeway Managements      | Cooper     | T43 (Fórmula 2)   | Climax FPF L4 2.0     | D                    | 25                                     | Tony Marsh              | 6             |       |                |           |
| RRC Walker Racing Team    | Cooper     | T43               | Climax FPF L4 2.0     | D                    | 34                                     | Jack Brabham            | 5             |       |                |           |
| RRC Walker Racing Team    | Cooper     | T43 (Fórmula 2)   | Climax FPF L4 2.0     | D                    | 24                                     | Jack Brabham            | 6             |       |                |           |
| Scuderia Ferrari          | Ferrari    | D50               | Ferrari DS50 V8 2.5   | E                    | 16/28                                  | Mike Hawthorn           | 1/2           |       |                |           |
| Scuderia Ferrari          | Ferrari    | D50               | Ferrari DS50 V8 2.5   | E                    | 10                                     | Peter Collins           | 1             |       |                |           |
| Scuderia Ferrari          | Ferrari    | D50               | Ferrari DS50 V8 2.5   | E                    | 12                                     | Luigi Musso             | 1             |       |                |           |
| Scuderia Ferrari          | Ferrari    | D50               | Ferrari DS50 V8 2.5   | E                    | 14                                     | Eugenio Castellotti     | 1             |       |                |           |
| Scuderia Ferrari          | Ferrari    | D50               | Ferrari DS50 V8 2.5   | E                    | 18                                     | Cesare Perdisa          | 1             |       |                |           |
| Scuderia Ferrari          | Ferrari    | D50               | Ferrari DS50 V8 2.5   | E                    | 18                                     | Wolfgang von Trips      | 1             |       |                |           |
| Scuderia Ferrari          | Ferrari    | D50               | Ferrari DS50 V8 2.5   | E                    | 20                                     | / Alfonso de Portago    | 1             |       |                |           |
| Scuderia Ferrari          | Ferrari    | D50               | Ferrari DS50 V8 2.5   | E                    | 20                                     | José Froilán González   | 1             |       |                |           |
| Scuderia Ferrari          | Ferrari    | 801               | Ferrari DS50 V8 2.5   | E                    | 24/36                                  | Wolfgang von Trips      | 2/8           |       |                |           |
| Scuderia Ferrari          | Ferrari    | 801               | Ferrari DS50 V8 2.5   | E                    | 26/12(etapas 4 e 5)/7/30               | Peter Collins           | 2/4/5/6/8     |       |                |           |
| Scuderia Ferrari          | Ferrari    | 801               | Ferrari DS50 V8 2.5   | E                    | 30/16(etapas 4 e 5)                    | Maurice Trintignant     | 2/4/5         |       |                |           |
| Scuderia Ferrari          | Ferrari    | 801               | Ferrari DS50 V8 2.5   | E                    | 10/14/6/34/32                          | Luigi Musso             | 4/5/6/7/8     |       |                |           |
| Scuderia Ferrari          | Ferrari    | 801               | Ferrari DS50 V8 2.5   | E                    | 14/10/8/34                             | Mike Hawthorn           | 4/5/6/8       |       |                |           |
| Officine Alfieri Maserati | Maserati   | 250F              | Maserati 250F1 L6 2.5 | P                    | 2/32/2(etapas 4 e 5)/1/2(etapas 7 e 8) | Juan Manuel Fangio      | 1/2/4/5/6/7/8 |       |                |           |
| Officine Alfieri Maserati | Maserati   | 250F              | Maserati 250F1 L6 2.5 | P                    | 4                                      | Stirling Moss           | 1             |       |                |           |
| Officine Alfieri Maserati | Maserati   | 250F              | Maserati 250F1 L6 2.5 | P                    | 6/4(etapas 4 e 5)/2/4/6                | Jean Behra              | 1/4/5/6/7/8   |       |                |           |
| Officine Alfieri Maserati | Maserati   | 250F              | Maserati 250F1 L6 2.5 | P                    | 8/36/8(etapas 4 e 5)                   | Carlos Menditeguy       | 1/2/4/5       |       |                |           |
| Officine Alfieri Maserati | Maserati   | 250F              | Maserati 250F1 L6 2.5 | P                    | 22/6(etapas 4 e 5)/3/6/4               | Harry Schell            | 1/4/5/6/7/8   |       |                |           |
| Officine Alfieri Maserati | Maserati   | 250F              | Maserati 250F1 L6 2.5 | P                    | 34/4/8(etapas 7 e 8)                   | Giorgio Scarlatti       | 2/6/7/8       |       |                |           |
| Officine Alfieri Maserati | Maserati   | 250F              | Maserati 250F1 L6 2.5 | P                    | 18/10(etapas 7 e 8)                    | Francisco Godia-Sales   | 6/7/8         |       |                |           |
| O Volonterio              | Maserati   | 250F              | Maserati 250F1 L6 2.5 | P                    | 28                                     | André Simon             | 8             |       |                |           |
| O Volonterio              | Maserati   | 250F              | Maserati 250F1 L6 2.5 | P                    | 28                                     | Ottorino Volonterio     | 8             |       |                |           |
| Scuderia Centro Sud       | Maserati   | 250F              | Maserati 250F1 L6 2.5 | P                    | 24/16/24                               | Jo Bonnier              | 1/7/8         |       |                |           |
| Scuderia Centro Sud       | Maserati   | 250F              | Maserati 250F1 L6 2.5 | P                    | 2/16/14/26                             | Masten Gregory          | 2/6/7/8       |       |                |           |
| Scuderia Centro Sud       | Maserati   | 250F              | Maserati 250F1 L6 2.5 | P                    | 38                                     | Harry Schell            | 2             |       |                |           |
| Scuderia Centro Sud       | Maserati   | 250F              | Maserati 250F1 L6 2.5 | P                    | 17                                     | Hans Hermann            | 6             |       |                |           |
| Scuderia Centro Sud       | Ferrari    | 500               | Ferrari 625 L4 2.5    | P                    | 26                                     | Alessandro De Tomaso    | 1             |       |                |           |
| Vandervell Products Ltd   | Vanwall    | VW5               | Vanwall 254 L4 2.5    | P                    | 18(etapas 4 e 5)/10/26/18              | Stirling Moss           | 2/5/6/7/8     |       |                |           |
| Vandervell Products Ltd   | Vanwall    | VW5               | Vanwall 254 L4 2.5    | P                    | 20(etapas 4 e 5)/11/28/22              | Tony Brooks             | 2/5/6/7/8     |       |                |           |
| Vandervell Products Ltd   | Vanwall    | VW5               | Vanwall 254 L4 2.5    | P                    | 18/22/12/30/20                         | Stuart Lewis-Evans      | 4/5/6/7/8     |       |                |           |
| Vandervell Products Ltd   | Vanwall    | VW5               | Vanwall 254 L4 2.5    | P                    | 20                                     | Roy Salvadori           | 4             |       |                |           |
| Porsche KG                | Porsche    | 550(Fórmula 2)    | Porsche 547/3 FA 1.5  | ?                    | 20                                     | Umberto Maglioli        | 6             |       |                |           |
| Porsche KG                | Porsche    | 550(Fórmula 2)    | Porsche 547/3 FA 1.5  | ?                    | 21                                     | Edgar Barth             | 6             |       |                |           |
| Equipes privadas          | Cooper     | T44               | Bristol BS2 L6 2.2    | D                    | 38                                     | Bob Gerard              | 5             |       |                |           |
| Equipes privadas          | Cooper     | T43(Fórmula 2)    | Climax FPF L4 2.0     | D                    | 28                                     | Brian Naylor            | 6             |       |                |           |
| Equipes privadas          | Cooper     | T43(Fórmula 2)    | Climax FPF L4 2.0     | D                    | 29                                     | Dick Gibson             | 6             |       |                |           |
| Equipes privadas          | Maserati   | 250F              | Maserati 250F1 L6 2.5 | D                    | 15/20/16                               | Bruce Halford           | 6/7/8         |       |                |           |
| Equipes privadas          | Maserati   | 250F              | Maserati 250F1 L6 2.5 | P                    | 28/12 (etapas 7 e 8)                   | Luigi Piotti            | 1/7/8         |       |                |           |
| Equipes privadas          | Maserati   | 250F              | Maserati 250F1 L6 2.5 | P                    | 28                                     | Jo Bonnier              | 5             |       |                |           |